# Constanta Hubble
Constanta Hubble (H0) este numele dat, în cosmologie, constantei de proporționalitate care există astăzi între distanța și viteza de recesiune aparentă a galaxiilor în Universul observabil. Ea este, prin urmare, legată de legea lui Hubble descriind expansiunea Universului. Ea dă rata expansiunii actuale a Universului. Numele constantei a fost dat în onoarea astronomului american Edwin Hubble care a fost primul care l-a pus în evidență, în mod clar, în 1929, grație observațiilor efectuate la Observatorul Mont Wilson.
Deși denumită „constantă”, acest parametru cosmologic variază în funcție de timp. Prin urmare, el descrie rata expansiunii Universului la un moment dat.

## Terminologie
Strict vorbind, se cuvine să se distingă constanta Hubble, parametrul Hubble și rata expansiunii.
Constanta Hubble este valoarea actuală a parametrului Hubble. 
Rata expansiunii este expresia, în procentaj, a valorii parametrului Hubble.

## Notație
Constanta Hubble este notată H0, notație compusă din litera latină H majusculă, inițială a numelui patronimic al lui Edwin Hubble și simbol uzual al parametrului Hubble, urmat, în dreapta și în indice, de cifra arabă zero.

## Dimensiune și unități
Dimensiunea constantei Hubble este cea a inversului unui timp.
Unitatea sa în SI este secunda la puterea minus unu (s-1).
Este totuși în uz să se exprime în kilometri pe secundă pe megaparsec (km/s/Mpc sau km⋅s-1⋅Mpc-1), sub forma următoare:
{\displaystyle H_{0}=100\,h\,\mathrm {km\,s^{-1}\,Mpc^{-1}} },
unde {\displaystyle h} este rata expansiunii.

## Valoarea și interpretarea constantei Hubble

### Istoric al valorilor reținute pentru constanta Hubble
La începutul primei jumătăți a secolului al XX-lea, valoarea constantei Hubble era estimată între 50 și 100 km/s/Mpc. Apoi, în anii 1990, ipotezele modelului Lambda-CDM / modelului ΛCDM au ajuns la o valoare apropiată de 70 km/s/Mpc.
Observațiile realizate la începutul anilor 2010 concordă aproximativ cu aceată valoare tinzând în jurul valorii de 70 km/s/Mpc. Mai precis, în primăvara lui 2013, analiza observațiilor făcute de satelitul Planck a dat valoarea de 66,9 km/s/Mpc; valoarea afinată 67,4±0,5 km/s/Mpc după publicarea finală a datelor obținute de satelitul Planck în 2018. În 2015 apoi 2016, două serii de măsurători au dat valori de 73,2 apoi 71,9 km/s/Mpc. Viitoarele mari telescoape a căror punere în serviciu este prevăzută în anii 2020 vor permite să se stabilească noi valori mai precise. În 2019, valoarea sa a fost măsurată la 74,03 ± 1,42 km/s/Mpc grație observării unor cefeide din Marele Nor al lui Magellan prin telescopul spațial Hubble.
În timpul Congresului de Cosmologie reunit, în iulie 2019, la Santa Barbara, California (S.U.A.), astrofizicienii au prezentat mai multe măsurători ale ratei expansiunii Universului cuprinse între 69,8 (Wendy Freedman) și 76,5 km/s/Mpc, o divergență calificată de cei mai mulți participanți de „problemă” sau „tensiune”.

### Semnificația cosmologică a constantei Hubble
O valoare de 70 km/s/Mpc pentru constanta Hubble semnifică faptul că o galaxie situată la 1 megaparsec (circa 3,26 milioane de ani-lumină) de observator, care se îndepărtează prin expansiunea Universului (și prin urmare în afara efectului de mișcare proprie a obiectului, neglijabilă la foarte mare distanță) la o viteză de circa 70 km/s. O galaxie situată la 10 Mpc se îndepărtează cu o viteză de 700 km/s etc.
O consecință a priori surprinzătoare a legii lui Hubble este că o galaxie care ar fi situată la peste 4.000 Mpc (14 miliarde de ani-lumină) s-ar îndepărta de noi cu o viteză superioară vitezei luminii. Acest lucru indică pur și simplu că interpretarea în termeni de mișcare a galaxiilor în spațiu devine improprie la distanță foarte mare. Relativitatea generală explică faptul că  trebuie să se ia în considerare că ne aflăm în prezența unei expansiuni a spațiului însuși.
Ecarturile dintre diferitele valori indicate mai sus, pentru constanta Hubble, sunt modeste; însă dacă această diferență provine dintr-o accelerare a expansiunii Universului și nu din aproximările măsurătorii, ea poate repune problema modelului cosmologic a devenirii Universului. La precedentele ipoteze: Big Bounce, Big Crunch și Big Chill s-ar adăuga posibilitatea unui Big Rip deja luat în considerare de astrofizicianul american Robert Caldwell, în anii 1990.

## Măsurarea constantei Hubble
Valoarea constantei Hubble este estimată pornind de la măsurarea a doi parametri care privesc obiecte îndepărtate. Pe de o parte, deplasarea spre roșu (în engleză, redshift) permite să se cunoască viteza la care galaxiile îndepărtate se depărtează de noi (la mare distanță se poate neglija mișcarea proprie). Pe de altă parte, se măsoară distanța acestor galaxii. Această a doua măsurătoare este delicat de realizat, ceea ce cauzează mari incertitudini asupra valorilor constantei Hubble. În cea mai mare parte a celei de-a doua jumătăți a secolului al XX-lea, {\displaystyle H_{0}} era estimat între 50 și 90 (km/s)/Mpc. De atunci, măsurătorile au fost perfecționate, iar constanta Hubble a fost dedusă din diferite tipuri de observații. Dacă valorile obținute sunt relativ apropiate, acestea sunt totuși incompatibile, ținând cont de estimarea incertitudinilor măsurării.
În 2019 nu se știa încă dacă această incompatibilitate este datorată unei subestimări a incertitudinilor sau dacă ea este o reală semnificație astrofizică.

### Modelul Lambda-CDM / Modelul ΛCDM
Măsurătorile recente ale constantei Hubble se sprijină pe diferitele versiuni ale Modelului Lambda-CDM / Modelului ΛCDM care, combinat cu datele observațiilor roiurilor de galaxii îndepărtate în raze X și microunde (cu ajutorul efectului Sunyaev-Zeldovich), cu măsurări de anizotropie ale fondului difuz cosmologic și cu observații optice, permit să se obțină estimări precise ale constantei Hubble. Toate aceste diferite metode converg spre o valoare în jurul a 73 km/s/Mpc pentru constanta Hubble. Măsurători încă mai recente, făcute de Florian Beutler (în Australia), pornind de la calcule asupra roiurilor de galaxii, au precizat această constantă evaluată, în vara anului 2011, la 67,0 ± 3,2 km/s/Mpc. În 2020 această valoare este precizată la 67,4 ± 0,5 km/s/Mpc.

### Date obținute de Telescopul spațial Hubble
Un grup de cercetători a utilizat Telescopul spațial Hubble pentru stablirea celei mai precise valori a constantei Hubble, în domeniul optic, în mai 2001. Aceasta este egală cu 72 ± 8 (km/s)/Mpc.
Metoda utilizată presupune două etape. Mai întâi, măsurători foarte precise ale telescopului spațial asupra cefeidelor, care permit să se determine distanța numeroaselor galaxii pe o rază de 30 Mpc. Cefeidele fiind stele simple, ele nu pot fi observate la foarte mari distanțe, în tot cazul nu la distanțe adaptate unei măsurători a {\displaystyle H_{0}}. În a doua etapă datele precedente sunt utilizate pentru a se calibra măsurătorile distanțelor asupra galaxiilor mult mai îndepărtate (pe o rază de 400 Mpc), obținute prin metode diferite:
- măsurarea luminozității supernovelor;
- măsurarea luminozității globale a galaxiilor spirale și punerea în raport cu viteza lor de rotație (legea Tully-Fisher);
- măsurarea luminozității globale a galaxiilor eliptice și punerea în raport cu viteza lor de dispersie (utilizarea planului fundamental pentru măsurarea distanțelor);
- etc.

În sfârșit distanța acestor galaxii foarte îndepărtate și măsurarea vitezei lor de eliberare (pe care o considerăm pe această scară numai datorită extinderii Universului) prin metoda deplasării spre roșu / redshift dau o valoare aproximativă a {\displaystyle H_{0}}.

### Date obținute de satelitul WMAP
Estimările cele mai precise făcute pornind de la măsurătorile pe fondul difuz cosmologic au fost obținute grație datelor obținute de satelitul WMAP și dau mai multe valori: 
- 71 ± 4 (km/s)/Mpc. Pornind de la datele din 2003, la un an după punerea în serviciu a satelitului.
- 70,4+1.5
−1.6 (km/s)/Mpc. Datele din 2006 după 3 ani de exploatare a satelitului.[8]
- Măsurările publicate în 2008 dau o valoare de 71,9+2.6
−2.7 (km/s)/Mpc.[9]
- Datele finale ale WMAP după 9 ani de măsurători: 69,32 ± 0,80 (km/s)/Mpc, date din 20 decembrie 2012.[10]

Aceste valori sunt obținute punând în raport datele obținute de WMAP cu alte date cosmologice într-o versiune simplificată a modelului ΛCDM. Versiunile rafinate ale modelului tind spre o valoare mai mică a {\displaystyle H_{0}}, dar cu incertitudini mai mari: tipic în jurul a 67 ± 4 (km/s)/Mpc, iar unele modele prevăd chiar valori apropiate de 63 (km/s)/Mpc.

### Date obținute de telescopul de raze X Chandra
În august 2006, o echipă a NASA, utilizând datele obținute de telescopul spațial Chandra, a permis să se evalueze valoarea actuală a constantei:
- 77 ± 11,55 (km/s)/Mpc, cu o incertitudine de 15%.[12]